# 노미 유지
노미 유지(일본어: 野見 祐二 노미 유우지[*], 1958년 7월 19일 ~ )는 일본의 작곡가이다.

## 주요 작품
- 1986년 - おしゃれテレビ
- 1986년 - 子猫物語（작곡・편곡）
- 1987년 - 왕립우주군~오네아미스의 날개~（작곡・편곡）
- 1987년 - 마지막 황제（편곡・오케스트레이션）
- 1988년 - 나의 지구를 지켜줘 이미지 앨범（음악 )
- 1992년 - 샹샹 타이푼「上々颱風3」（편곡）
- 1993년 - 遊佐未森「momoism」（사운드 프로듀스）
- 1993년 - 遊佐未森「アルヒハレノヒ」（편곡）
- 1994년 - ファンテイジア（음악감독）
- 1994년 - 夢見館の物語（음악）
- 1995년 - 귀를 기울이면（음악）
- 1995년 - RAMPO(게임)（음악）
- 1996년 - ドク (음악）
- 1996년 - 黄昏のオード（음악）
- 1997년 - 神戸ルミナリエ（음악）
- 1998년 - 神戸ルミナリエ（음악）
- 1999년 - 神戸ルミナリエ（음악）
- 2001년 - くじらとり（음악）
- 2001년 - コロの大さんぽ（음악）
- 2001년 - 宇宙 未知への大紀行（음악）
- 2002년 - 生存（음악）
- 2002년 - はんなり菊太郎（음악）
- 2002년 - 고양이의 보은（음악）
- 2003년 - 南極大紀行（음악）
- 2004년 - 불새（음악）
- 2005년 - 煉獄（음악）
- 2005년 - 松崎しげる「My Favorite Songs」（편곡）
- 2005년 - 岡本知高「空へ」（편곡）
- 2007년 - 우리들의（음악）
- 2008년 - 이와사키 히로미「始まりの詩、あなたへ」（편곡）
- 2011년 - 일상（음악）
- 2012년 - 사랑한다고 말해（음악）

1. 항목